# Albert Dusch
Albert Dusch (* 6. Dezember 1912 in Kaiserslautern; † 27. Oktober 2002 ebenda) war einer der renommiertesten deutschen Fußballschiedsrichter in den ersten Jahren nach dem Zweiten Weltkrieg. Gemeinsam mit Emil Schmetzer zählte er zu den ersten deutschen Schiedsrichtern, die wieder internationale Spiele leiten durften.
Bis 1935 stand Albert Dusch beim 1. FC Kaiserslautern im Tor. Als er – nach seiner Aussage zu Unrecht – mit einem Feldverweis bedacht und drei Monate gesperrt wurde, setzte bei ihm Langeweile ein, und er begann sich für das Schiedsrichterwesen zu interessieren. Dusch wurde in den 1950er Jahren als „Unparteiischer der großen Geste“ einem weiteren Publikum bekannt. Mit einer Erscheinung „massiv wie eine Litfaßsäule“ – sein Gewicht betrug 95 kg – war er aber nicht nur ein Faktotum des deutschen Fußballs, sondern auch international ein angesehener Schiedsrichter, der in den Anfangstagen der europäischen Vereinswettbewerbe sowie bei Fußballweltmeisterschaften häufig zu Einsätzen kam.
Hauptberuflich war Dusch, der ein Haus am Stadtrand von Kaiserslautern sein Eigen nannte, Maschinenmeister bei einer Nähmaschinenfirma.

## Weltmeisterschaften
Höhepunkt in Duschs Laufbahn waren seine Auftritte bei den Fußballweltmeisterschaften 1958 in Schweden und 1962 in Chile. In Schweden leitete er das Gruppenspiel zwischen Brasilien und England, das 0 : 0 endete. Dieses Ergebnis war nicht nur der einzige Punktverlust der Brasilianer bei diesem Turnier, sondern auch das erste torlose Spiel bei einer Weltmeisterschaft. Dusch leitete auch das über das Vordringen in das Viertelfinale entscheidende Spiel zwischen der UdSSR und England, das die UdSSR mit 1:0 gewann.
In vier weiteren Spielen des Turnieres wurde Albert Dusch als Linienrichter eingesetzt. Höhepunkt war hier das Finale zwischen Brasilien und Schweden, in dem die Südamerikaner sich mit einem 5:2-Sieg über die Gastgeber ihren ersten Weltmeistertitel sicherten. Dusch ist damit der einzige deutsche Schiedsrichter – neben dem seinerzeit vom DDR-Verband abgestellten Rudi Glöckner, der 1970 in Mexiko das Finale zwischen Brasilien und Italien leitete –, der bei einem WM-Finale zum Einsatz kam.
Bei der Weltmeisterschaft 1962 in Chile leitete Dusch das Gruppenspiel, in dem die UdSSR die Nationalmannschaft Jugoslawiens mit 2:0 besiegte. Dies war zugleich das 24. und letzte Länderspiel seiner Karriere als Hauptschiedsrichter. In drei weiteren Partien, darunter dem Spiel um den dritten Platz, in dem sich Chile mit 1:0 gegen Jugoslawien durchsetzte, agierte er als Linienrichter. Bei diesem Turnier war er auch mit gut 49 Jahren der älteste Schiedsrichter.
Insgesamt zehn Teilnahmen an Endrundenspielen von Fußballweltmeisterschaften sind für einen deutschen Schiedsrichter Rekord, den Dusch gemeinsam mit dem Mannheimer Kurt Tschenscher hält, der dieselbe Anzahl von Spielen in den Turnieren von 1966, 1970 und 1974 akkumulierte.

## Länderspiele
1958 leitete er vor 128.000 Zusehern im Hampden Park von Glasgow das entscheidende Spiel um die British Home Championship zwischen Schottland und England, das die Gäste mit 4:0 gewannen. Im Jahr darauf leitete er mit dem freundschaftlichen Länderkampf Englands gegen Italien im mit 92.000 Zusehern ausverkauften Londoner Wembley-Stadion, das 2:2 endete, ein weiteres seiner sieben Länderspiele mit englischer Beteiligung. Insgesamt stand er zwischen 1951, dem ersten Jahr nach dem Krieg in dem Deutschland wieder beim internationalen Fußballspielbetrieb teilnahmeberechtigt war, und 1962 in 24 Länderspielen vor.

## Europapokal
1958 pfiff Albert Dusch die beiden Finalspiele des Messepokals, dem Vorgänger des heutigen UEFA-Cups, zwischen der Londoner Stadtauswahl und dem FC Barcelona. Die Katalanen sicherten sich dabei mit einem 6:0-Heimsieg nach einem 2:2-Unentschieden im Stadion an der Stamford Bridge den ersten großen europäischen Titel.
Im Jahr darauf wurde er mit dem vierten Finale im Europapokal der Landesmeister zwischen Real Madrid und Stade Reims betraut. Vor rund 80.000 Zusehern im Stuttgarter Neckarstadion sicherten sich die Spanier dabei ihren vierten Titel.
Insgesamt obwaltete Albert Dusch in 12 Europapokalspielen.

## Deutsche Meisterschafts- und Pokalfinales
Von 1950 bis 1962 leitete Albert Dusch 21 Spiele bei Endrunden um die deutsche Fußballmeisterschaft. Er leitete die Endspiele von 1956, 1957, 1958 und 1962, wobei ihm persönlich das letzte zwischen dem 1. FC Köln und dem Nürnberger Club als „das mit Abstand am einfachsten zu pfeifende“ erschien.
Albert Dusch leitete die Finals im DFB-Pokal 1954, 1957 und 1960. Nur Gerhard Schulenburg wurden ebenso viele Endspiele anvertraut. Mit Werner Treichel, Herbert Fandel, Florian Meyer und Felix Brych hatten nur vier weitere Schiedsrichter die Ehre, mehr als ein Finale geleitet zu haben.

## Spätere Jahre
Im August 1962 verkündete Albert Dusch den Rücktritt von der Schiedsrichterei, nachdem ihm im Dezember des Jahres das Zwangsausscheiden wegen Erreichen der seinerzeitigen Altersgrenze von 50 Jahren bevorstand.
Danach war er Vorsitzender des Schiedsrichterausschusses im Südwestdeutschen Fußballverband. In dieser Eigenschaft erteilte er unter anderem 1974 dem damals 12-jährigen Markus Merk, ebenso vom 1. FC Kaiserslautern, eine Sondergenehmigung, damit dieser sein erstes Spiel pfeifen konnte.
Der Deutsche Fußball-Bund zeichnete Albert Dusch für seine langjährigen Verdienste mit dem Ehrenschild und der Peco-Bauwens-Plakette aus. Er war auch Ehrenmitglied des Südwestdeutschen Fußball-Verbandes und des 1. FC Kaiserslautern, der ihn auch mit dem Goldenen Ehrenring bedachte.
Albert Dusch verstarb am 27. Oktober 2002 und wurde drei Tage später auf dem Hauptfriedhof Kaiserslautern beigesetzt.

## Trivia
Die Dusche in der Schiedsrichterkabine im Volksparkstadion wurde in Anlehnung an dessen Namen Albert Dusch gewidmet.